# Santiago-bástya
A Santiago-bástya a mexikói San Francisco de Campeche városában található erődítmény egyik része, a várfalat tagoló bástyák közül a legkésőbb épült. Ma X’much Haltún nevű botanikus kert működik benne.

## Leírás
A város 16. századi alapítása után (főként a kalózok elleni védekezésül) katonai célú erődítmények építése kezdődött meg, de ezek az eredeti építmények azóta vagy megsemmisültek, vagy átalakították őket. A második ütemben, a 17. századtól végétől kezdve felépült egy nagyjából hatszög alakú városfal, amelyet négy kapu és nyolc bástya tagolt: ezek egyike az északi oldal keleti végén álló, a tengerpart felé néző, szabálytalan ötszög alaprajzú Santiago-bástya. Az összes bástya közül ez épült fel utoljára, jelesül 1704-ben, így ezzel a bástyával vált teljessé a várost övező erődfal. Nevét vagy közvetlenül kapta a spanyolok védőszentjéről, Szent Jakabról, vagy közvetetten, Santiago de Compostela nevén keresztül. Az eredeti építményből csak a bejárati kapu viseli eredeti formáját, a többi részt a 20. század elején lebontották, és új formában újjáépítették.
Ma a X’much Haltún nevű botanikus kert működik benne, amelynek neve maja nyelven annyit jelent: „kőből készült víztárolók”. A környék több mint 150 növényfaját mutatja be: megtalálható itt például a kékfa, a kalappálma, valamint orchideák és tündérrózsák.

## Képek

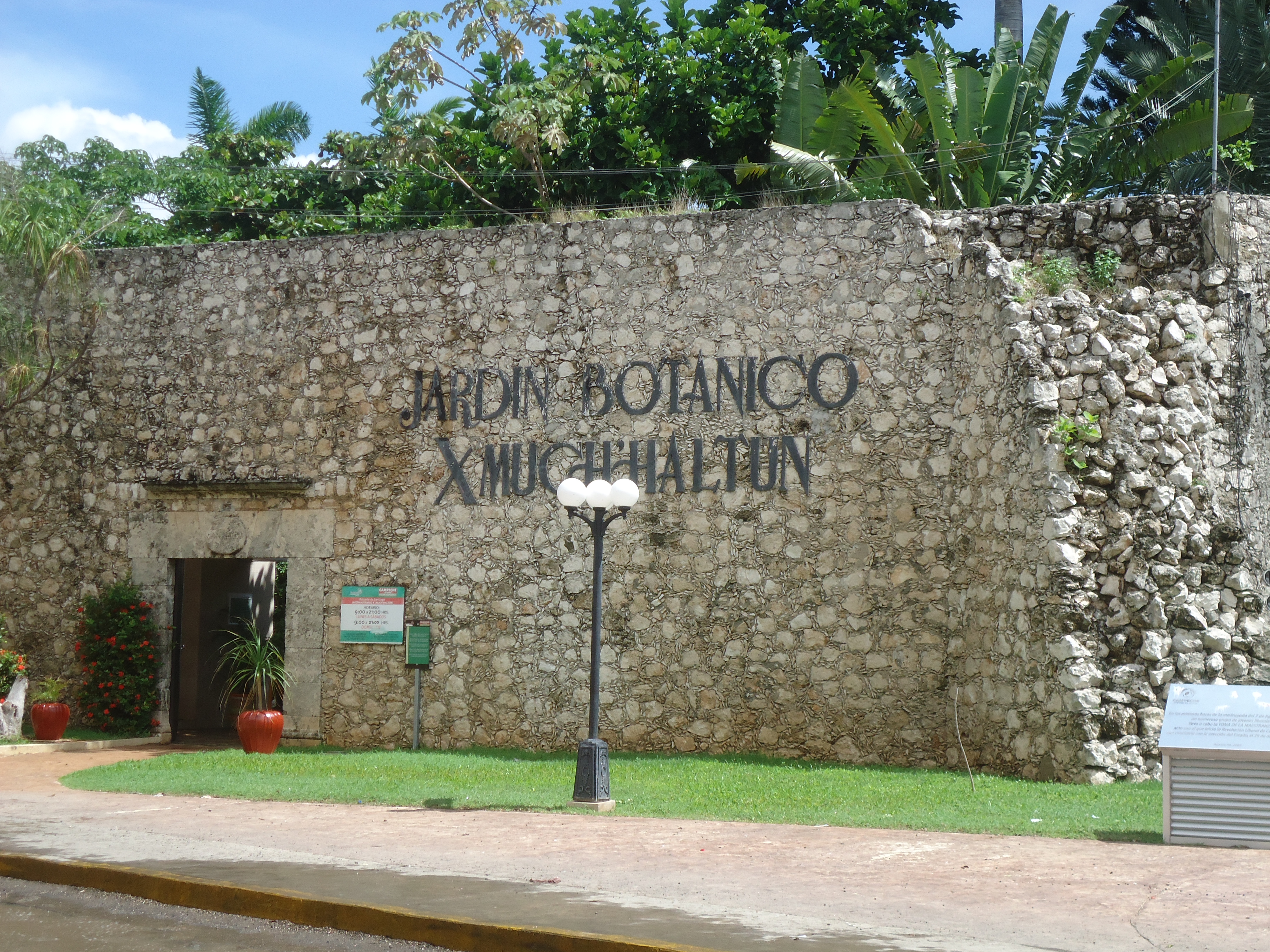
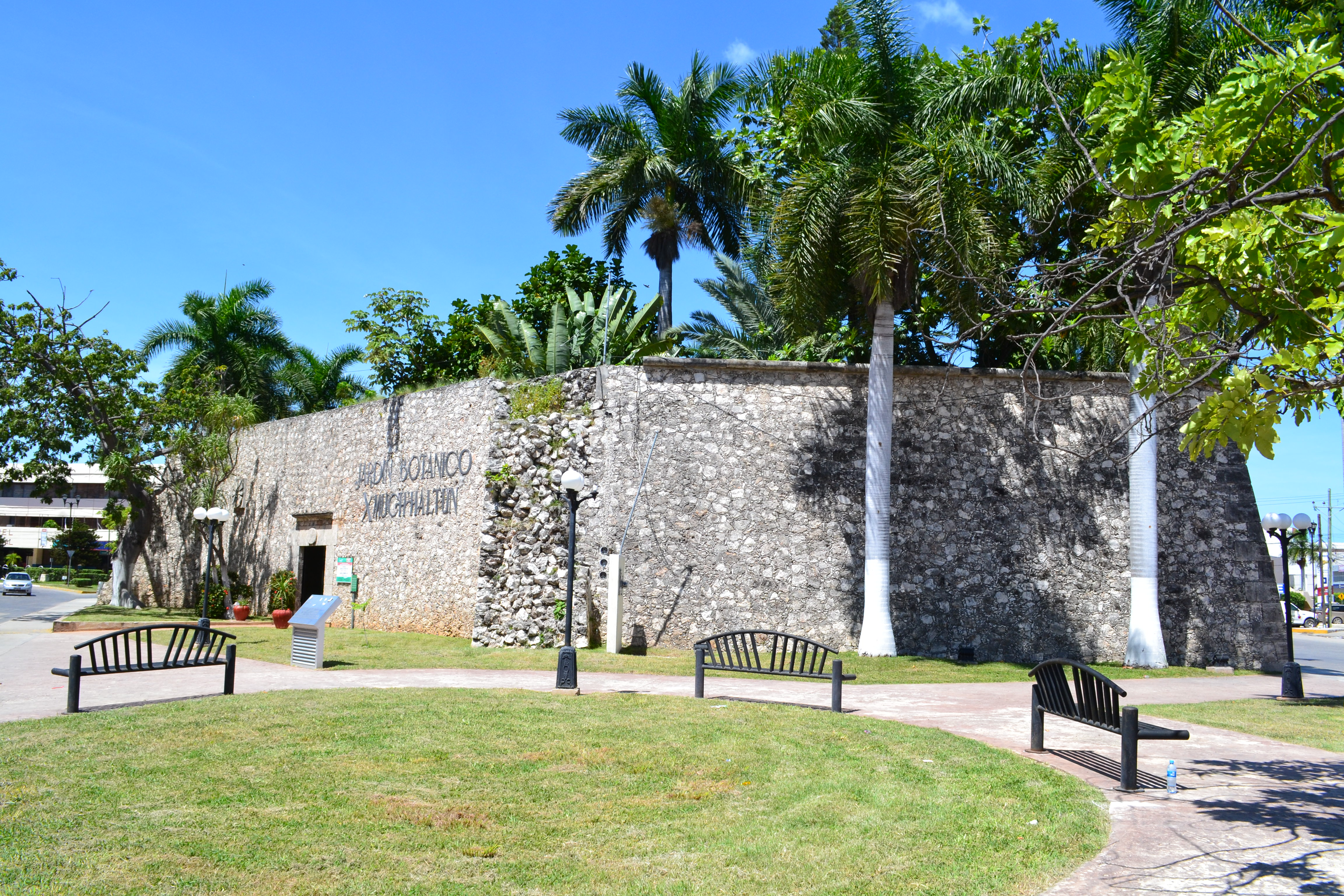
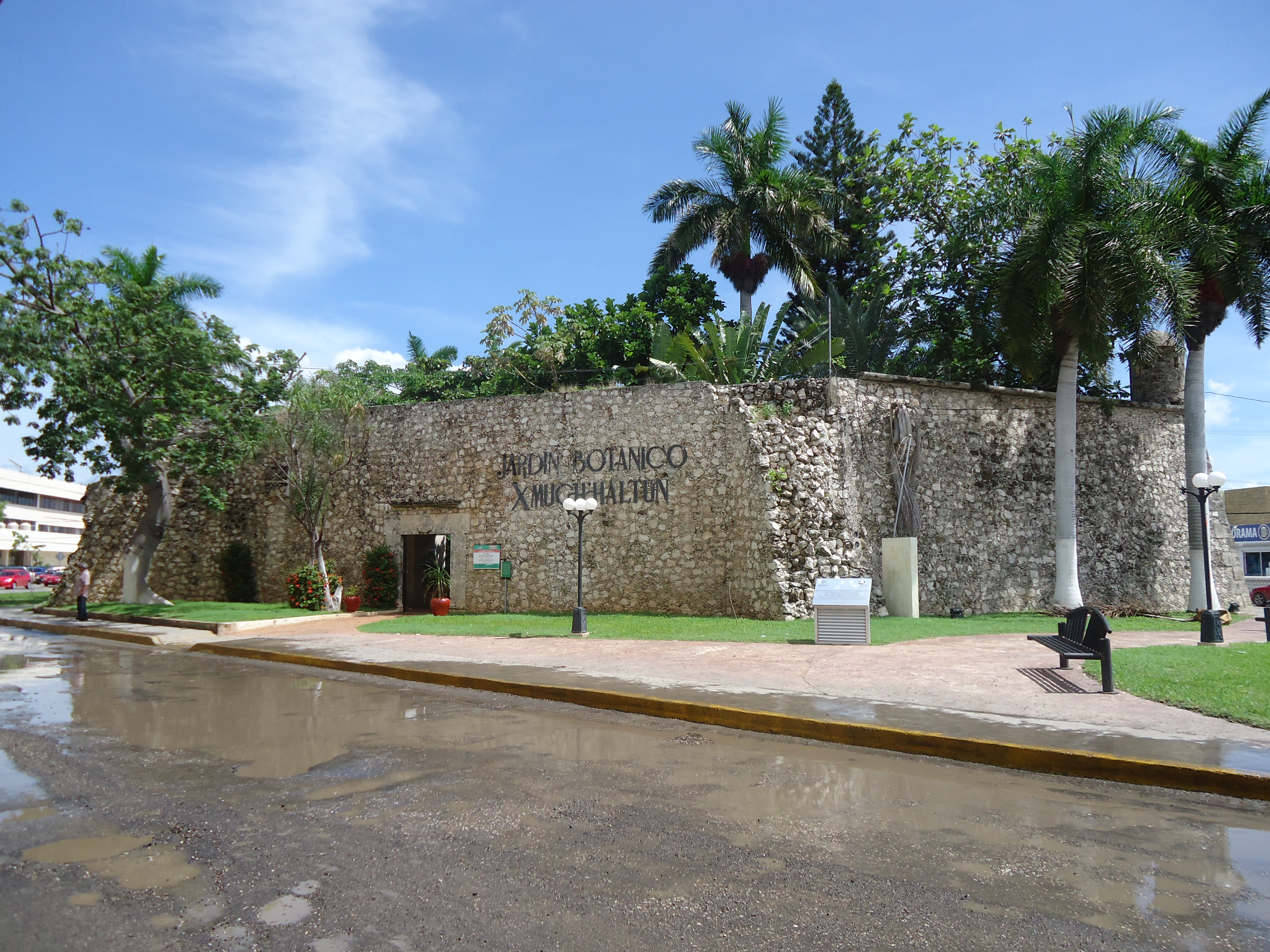